# 小行星3133
小行星3133（3133 Sendai）是一颗围绕太阳公转的小行星。1907年10月4日，奥古斯特·科普夫在海德堡发现了此天体。
該小行星以日本宮城縣中部的仙台市命名。
这颗小行星的绝对星等为358.3320466597223等。